# Етельред I
Етельред I (давн-англ. Æþelræd I; близько 837 — 23 квітня/28 травня 871) — король Вессексу, правив у 865–871 роках. Син короля Етельвульфа та Осбурги, брат Етельбальда, Етельберта і Альфреда Великого.

## НашестяВеликого війська
Ледве Етельред I постав на престол, йому довелось відбивати найбільше за всю попередню історію Вессексу нашестя вікінгів. Восени 865 року до берегів Англії підійшов флот данів, що висадив на берег велике військо (Англосаксонський часопис називає його Великим військом). Його очолювали вісім конунгів та близько двадцяти ярлів, а весь флот складався з кількох сотень кораблів. Це був уже не набіг, а великомасштабне нашестя. Основні сили висадились у Східній Англії, але невеличкий загін проник й до гирла Темзи. Для захисту своїх кораблів вони спорудили укріплений стан. Король Східної Англії Едмунд поставився до прибульців досить лояльно й надав їм продовольство і коней. Серед ватажків данів були й сини Рагнара Лодброка, Івар Безкосний, Убба і Хальфдан.

## Захоплення Нортумбрії
Перший удар вікінги завдали по Нортумбрії, де у цей час два претенденти сперечалися за престол. Під час наближення спільного ворога претенденти об'єднали свої війська, але були розбиті й загинули у бою під стінами Йорка. 1 листопада 866 року дани ввійшли в Йорк. Південно-східна Нортумбрія дісталась данам, а північно-західна — норвежцям, які у той самий час також напали на Нортумбрію. Івар Безкісний і Хальфдан, як каже сага, захопили у полон одного з очільників нортумбрійців — короля на ім'я Елла (Аелла) і вбили його, вирізавши у нього на спині зображення орла. Так було здійснено помсту за смерть їхнього батька Рагнара Лодброка.

## Воєнні дії у Мерсії

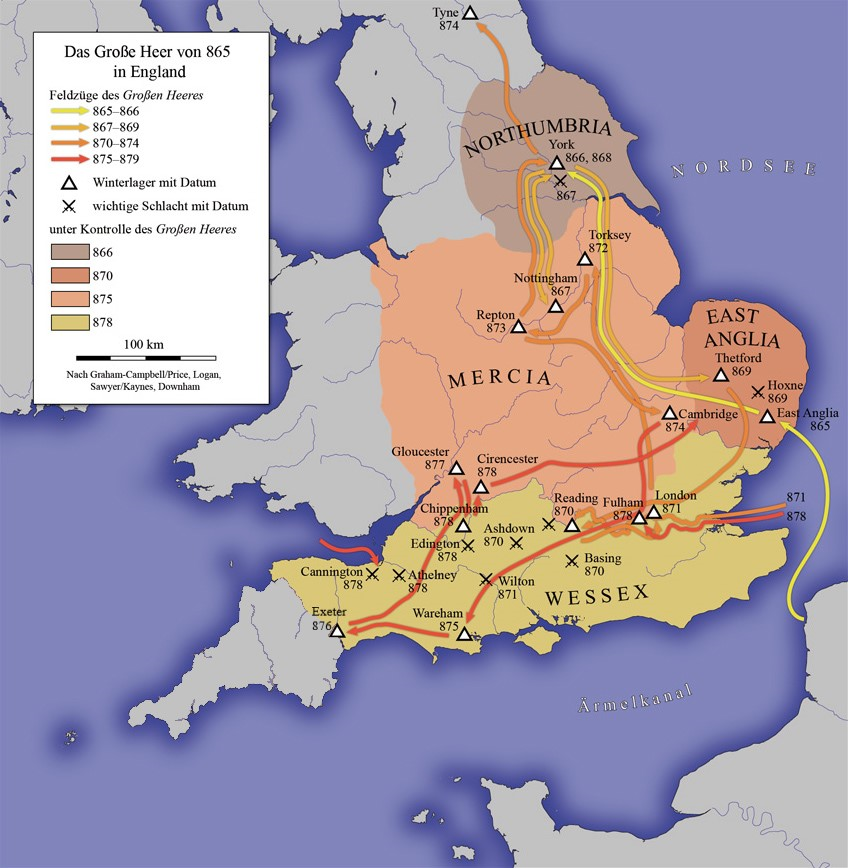
Походи Великого війська. 865—878 роки

Потім військо напало на Мерсію. У 867 році вікінги взяли Ноттінгем і завоювали країну. На допомогу Мерсії прийшов зі своїм військом Етельред I з братом Альфредом, й після кількох битв уклав з данами у 868 році в Ноттінгемі ганебний мир, за яким дани відмовлялись від претензій на Мерсію та Вессекс. Однак мир виявився хитким. Звістка про успіхи вікінгів в Англії залучила до них нові загони, і нормани з усіх боків полинули на Британські острови. Спочатку дани рушили у Фен, де розграбували кілька багатих абатств, а потім розграбували і спалили Пітерборо, Кроуленд та Ілі. Майже всі ченці були перебиті, а пам'ятники літератури й мистецтва розграбовані або знищені. Хальфдан проголосив себе королем Британії і став карбувати монету.

## Розгром Східної Англії
Після цього дани несподівано напали на Східну Англію, яка раніше вважала себе їхньою союзницею. Її військо було розбито, а останнього короля Східної Англії молодого Едмунда взято у полон. Вождь данців Гутрум наказав прив'язати його до дерева й розстріляти з луків (20 листопада 870 року). За те, що Едмунд перед смертю відмовився поклонитись поганським богам, його пізніше було долучено Католицькою церквою до святих. Гутрум проголосив себе королем Східної Англії, а за кілька років роздав усі землі королівства своїм воїнам для обробки. Мерсія 870 року також мала визнати данів своїми повелителями й виплатила накладену на неї вікінгами данину, оскільки Етельред I жодної реальної допомоги Мерсії після походу до Ноттінгема більше не надав. Вся Англія на північ від Темзи була для Вессексу втрачена, й уже постало питання про, власне, існування незалежного Вессексу.

## Битва під Ешдауном
Навесні (за іншими даними у січні) 871 року до Англії прибула нова армія норманів, вождями якої були два конунги і багато ярлів. Дани проникли в долину Темзи й вирушили до Рідінга. Вони зайняли висоти, що панували над долиною Білого Коня (Vale of White Horse), і нав'язали битву війську Вессексу. Ця битва отримала назву битви під Ешдауном за розташованим поблизу містом. У ній, як повідомляє укладач Англо-саксонського часопису, «…Проти данів було дано дев'ять генеральних битв у королівстві на південь від Темзи [тобто у Вессексі]… Того ж року було вбито дев'ятьох [данських] ерлів і одного короля…» про жертви серед англосаксів джерела не кажуть, однак, можна припустити, що з їхнього боку жертви були значними.
Ця битва відома тим, що король Етельред I ніяк не хотів починати битву, поки не закінчиться обідня й урочисте богослужіння. Близько п'ятої години його молодший брат Альфред знаходився на коні на чолі війська і стримував його. Нарешті з'явився король і подав сигнал до початку битви. Англосакси бились відчайдушно. Підсумок тривалої та кривавої битви підбила відвага Альфреда. Один конунг вікінгів та п'ять ярлів були вбиті.

## Битва під Мертоном

Коротка генеалогія королів Вессекської династії. 802—1016 роки

Дани відступили до Кеннета, де до них прибуло підкріплення. Після двотижневого відпочинку 23 квітня (за іншими даними — 28 травня) 871 року дани атакували військо Вессексу поблизу Мертона (Мартіна) у Гемпширі й розбили його. Вессекці відступили з поля бою. Етельред I був смертельно поранений у битві й помер за кілька тижнів у Вітчемптоні. У день його поховання у міському абатстві у Вімборні (Дорсет), вікінги застали зненацька непідготоване до битви військо вессекців і, розгромивши його, спустошили державу «Великий Вессекс». Наступником Етельреда I став його молодший брат Альфред I Великий.

## Родина
Етельред I був одружений (з приблизно 865 чи 868 року) з принцесою Вульфрідою (Ульфрідою) Йоркською. Дітьми від цього шлюбу були:
- Етельвальд — король Йорка, у 902 році вбитий у битві під Хольмом (Західний Йоркшир);
- Етельхельм — архієпископ Кентерберійський;
- Ельгіва.

Етельреда шанували в народі як святого, однак канонізований церквою він не був.